# Callicista modesta
Callicista modesta är en fjärilsart som beskrevs av Maynard 1873. Callicista modesta ingår i släktet Callicista och familjen juvelvingar. Inga underarter finns listade i Catalogue of Life.